# Карл фон Дінстлер
Карл фон Дінстлер (нім. Karl von Dienstler) — австро-угорський державний діяч, короткий час в 1870 — міністр фінансів Цислейтанії.

## Кар'єра
Працівник міністерства фінансів Цислейтанії, шеф секції. Брав участь в розробці законодавства про прибутковий податок. 13 квітня 1870 зайняв пост міністра фінансів в кабінеті графа Потоцького, розглядався як проміжна фігура. Вже 5 травня замінений на Людвіга фон Гольцґетана.